# Абселямов, Мемет Абселямович
Мемет Абселямович Абселямов (29 января [11 февраля] 1911, Симферополь — 23 февраля 1988, Гулистан) — советский художник-пейзажист. Член Союза художников СССР (1958) и Союза художников Таджикской ССР (1961).

## Биография
Родился 29 января 1911 года в Симферополе.
С 1930 года являлся певцом в Радиокомитете. Солист Крымскотатарского национального хора.
С 1928 по 1934 год прошёл обучение в студии Николая Самокиша, где учился вместе с Яковом Басовым. Получил направление в институт искусств Ленинграда, однако учёбу там не продолжил из-за отсутствия финансовых средств.
В 1935 году для выставки самодеятельного искусства, приуроченной к 15-летия советизации Крыма, написал этюд «Колхозницы ударных полей». В следующем году «Колхозницы ударных полей» и «Девушки за чтением» Абселямова были отправлены в Москву на всесоюзную выставку художественной самодеятельности. Картина «Колхозницы-ударницы» получила третью всероссийскую премию и была приобретена Московским музеем народного творчества.
Являлся сотрудником товарищества «Крымхудожник».
После депортации крымских татар в 1944 году проживал в Таджикской ССР. С 1945 по 1988 год — работал в Художественном фонде Таджикистана. С 1947 года участвовал в выставках в Душанбе. С 1958 года — член Союза художников СССР, а с 1961 года — член Союза художников Таджикской ССР. Во время пребывания в Таджикистане пишет картины «Ночь в Крыму» (1958), «Крымские кипарисы» (1958), «Красные крыши» (1979), «Гурзуф. Где побывал А. Пушкин» (1980), «Солнечный день» (1947), «Утро» (1955), «Осень» (1956), «Весна в Таджикистане» (1962), «Рассвет» (1983), «Последний луч» (1984), «Весна» (1985).
Скончался 23 февраля 1988 года в Кайракуме во время землетрясения.
В 2016 году выставка работ Абселямова состоялась в Крымскотатарском музее культурно-исторического наследия.